# Dračí vrch
Dračí vrch (německy Drachenberg) je hora nacházející se v západní části Jizerských hor, asi 2,5 km jižně od vesnice Fojtka v okrese Liberec. Na vrcholu se nachází skalní vyhlídka na tzv. Dračím kameni. Ten byl zpřístupněn už v roce 1902 horským spolkem z Liberce. Do skály bylo vytesáno 70 schodů a na vrcholu zapuštěno do skály zábradlí. To slouží turistům dodnes. Z vrcholu je možné zahlédnout Ještěd na jedné straně a blízký Kateřinský hřbet s výrazným vrcholem Brdo v popředí na straně druhé.

## Přístup
Dračí vrch je dostupný po třech turisticky značených cestách.
- Od severu z obce Fojtka vede zřejmě nejzajímavější zeleně značená turistická stezka, která míjí vzácné naleziště tisu červeného Pod Dračí skálou. Spolu s naučnou stezkou ústí cesta v sedle pod Dračím vrchem. Odtud snadno na Dračí kámen na vrcholu kopce. Délka: 2,5 km
- Z městské části Liberce – Radčice vede další, zeleně značená stezka až do sedla pod Dračím vrchem, odkud stoupá k vrcholu společně s dalšími cestami. Délka: 2,5 km
- Poslední a nejstrmější variantou je přímý výstup z městské části Liberce – Kateřinek. Vede odtud modře značená cesta. Délka: 2 km

## Pověst
K Dračímu vrchu se také váže pověst, díky které si získal svůj název. Prý zde kdysi sídlil drak, kterému museli místní pravidelně obětovat dívku (slečnu). Jednoho dne však přítel této vyvolené dívky draka těžce zranil šípem z tisu. Drak v bolestech svými pařáty rozdrtil místní skálu do dnešní podoby.